# Abraham Benedikt Knorr von Rosenroth
Abraham Benedikt Knorr von Rosenroth (* 1594; † 1654)  war ein deutscher Gelehrter. Er war Pfarrer in Alt Raudten und verfasste pädagogische Schriften. Der Universalgelehrte Christian Knorr von Rosenroth ist sein Sohn.

## Werke
- Anführung zur Teutschen Stats-Kunst: darinnen die Lehr von offentlichen und allgemeinen Reichs-Rechten Erzehlungs-Weise vorgetragen wird. Nürnberg 1672. Katalog der Herzog-August-Bibliothek.